# Stora Ösjötjärnen
Stora Ösjötjärnen är en sjö i Årjängs kommun i Värmland och ingår i Göta älvs huvudavrinningsområde. Sjöns area är 0,052 kvadratkilometer och den befinner sig 271 meter över havet.